# 아서 M. 울프
아서 마이클 "아트" 울프 (Arthur Michael "Art" Wolfe, 1939년 4월 29일 – 2014년 2월 17일)는 미국의 천체물리학자, 교수로 캘리포니아 대학교 샌디에고의 천체물리학 및 우주과학 센터의 전 소장이다. 라이너 K. 작스 (Rainer K. Sachs)와 함께 작스-울프 효과를 설명하는 논문을 저술했다.
원반 은하 DLA0817g는 그를 기리기 위해 울프 원반이라는 별명을 가지고 있다.